# (51) Nemausa
(51) Nemausa es un asteroide perteneciente al cinturón de asteroides descubierto el 22 de enero de 1858 por Joseph Jean Pierre Laurent desde Nimes, Francia. Está nombrado por la forma femenina en latín de la ciudad francesa de Nimes, lugar del descubrimiento del asteroide.

## Características orbitales
Nemausa orbita a una distancia media del Sol de 2,365 ua, pudiendo acercarse hasta 2,207 ua y alejarse hasta 2,523 ua. Su inclinación orbital es 9,98° y la excentricidad 0,06692. Emplea 1329 días en completar una órbita alrededor del Sol.